# Danh sách video của AKB48

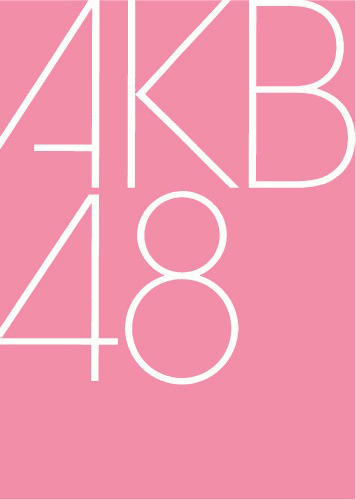

AKB48 là một nhóm nhạc thần tượng nữ Nhật Bản, được thành lập bởi Akimoto Yasushi năm 2005. Dưới đây là danh sách các chương trình & phim nhóm tham gia.

## Phim
| Năm                               | Tên | Kênh phát sóng          | Ngày phát sóng                       | Ghi chú |
| 2006                              | Japanorama                                                                                               | BBC                     | 14/9                                 | Xuất hiện trong phần 2- tập 2 |
| 2007                              | Densen Uta (伝染歌)                                                                                      |                         | 25/8                                 | Oshima Yuko, Matsuda Ryuhei, Kojima Haruna, Maeda Atsuko, Akimoto Sayaka, Takahashi Minami, Minegishi Minami, Ono Erena, Kasai Tomomi, Noro Kayo, Miyazawa Sae tham gia |
| 2008                              | Mendol - Ikemen Idol                                                                                     | TV Tokyo                | 10/10-26/12                          | Kojima Haruna, Takahashi Minami, Minegishi Minami tham gia |
| 2010                              | Majisuka Gakuen (マジすか学園)                                                                           | TV Tokyo                | 8/1-26/3                             | Cả nhóm tham gia |
| 2011                              | Sakura Kara no Tegami: AKB48 Sorezore no Sotsugyo Monogatari (桜からの手紙 〜AKB48 それぞれの卒業物語〜) | Nippon TV               | 26/2-6/3                             | |
| 2011                              | Majisuka Gakuen 2 (マジすか学園 2)                                                                       | TV Tokyo                | 15/4-1/7                             | Phần 2 phim Majisuka Gakuen |
| 2012                              | Shiritsu Bakaleya Koukou (私立バカレア高校)                                                              | Nippon TV               | 14/4-30/6                            | Đóng cùng Yuya Takaki (Hey! Say! JUMP), nhóm SixTONES và Team 4 AKB48 |
| 2012                              | Majisuka Gakuen 3 (マジすか学園3)                                                                        | TV Tokyo                | 13/7-5/10                            | Phần 3 phim Majisuka Gakuen |
| 2013                              | So long!                                                                                                 | Nippon TV               | 11-13/2                              | Team A, K, B tham gia |
| 2013                              | Wanda × AKB48 Short Story: Fortune Cookie                                                                | Fuji TV                 | 8/7                                  | Oshima Yuko, Shinoda Mariko, Kojima Haruna, Watanabe Mayu, Kashiwagi Yuki, Shibata Aya (SKE48) tham gia |
| 2014                              | Sailor Zombie (セーラーゾンビ?)                                                                          | TV Tokyo                | 19/4-19/7                            | |
| 2014                              | NHK Koukou Kouza (NHK高校講座)                                                                           | NHK                     | 2/4-nay                              | Nằm trong bộ sách giáo dục "Koukou Kouza" (Bài giảng Trung học) của NHK, Takahashi Hideki tổ chức bài giảng "Lịch sử Nhật Bản" dài 20 phút. Mukaichi Mion, Komiyama Haruka và Tsuchiyasu Mizuki đóng vai những học sinh để trở thành "Thần tượng lịch sử" (歴 史 ア イ ド ル Rekishi aidoru) hay gọi tắt là "Rekidoru" (歴 ド ル), những thần tượng sở hữu kiến thức chuyên sâu về lịch sử. Họ tìm hiểu về lịch sử và văn hóa của Nhật Bản bắt đầu từ Kỷ nguyên đồ đá cũ trở đi. |
| 2015                              | Majisuka Gakuen 4 (マジすか学園4)                                                                        | Nippon TV               | 20/1-30/3                            | Phần 4 phim Majisuka Gakuen |
| 2015                              | Majisuka Gakuen 5 (マジすか学園5)                                                                        | Nippon TV, Hulu         | 24/8-27/10                           | Phần 5 phim Majisuka Gakuen, Nippon TV phát 2 tập đầu, các tập còn lại phát trên Hulu |
| 2015                              | AKB Horror Night: Adrenaline no Yoru                                                                     | Asahi TV, au Video Pass | 8/10/2015-3/3/2016                   | |
| 2016                              | AKB Horror Night: Adrenaline no Yoru                                                                     | Asahi TV, au Video Pass | 8/10/2015-3/3/2016                   | |
| AKB Love Night: Koi Kōjo          | 21/4-15/9                                                                                                | Asahi TV, au Video Pass |                                      | |
| Crow's Blood                      | Nippon TV, Hulu                                                                                          | 23/7-27/8               |                                      | |
| Kyabasuka Gakuen                  | Nippon TV                                                                                                | 29/10/2016-14/1/2017    | Miyawaki Sakura đóng vai chính       | |
| Kyabasuka Gakuen                  | Nippon TV                                                                                                | 29/10/2016-14/1/2017    | Miyawaki Sakura đóng vai chính       | 2017 |
| Tōfu Pro Wrestling (豆腐プロレス) | TV Asahi                                                                                                 | 22/1-2/7                | Đóng cùng SKE48, NMB48, HKT48, NGT48 | |
| 2018                              | Majimuri Gakuen (マジムリ学園)                                                                           | Nippon TV, Hulu         | 25/7-26/9                            | |
| 2020                              | Go-to Pa-de Wakaremashou                                                                                 |                         | 18-19/12                             | Shimizu Maria, Oda Erina tham gia |
| 2021                              | Mijyoubutsu Hyaku Monogatari ~ AKB48 Ikai e no Tomoshibi Tera ~ (未成仏百物語～AKB48 異界への灯火寺～)   |                         | 10/9                                 | Gyoten Yurina, Komiyama Haruka, Kuranoo Narumi, Muto Tomu, Omori Maho, Oguri Yui, Sakaguchi Nagisa, Suzuki Yuka tham gia |
| 2021                              | Medium Diver                                                                                             | Television Saitama      | 2/10-nay                             | Taniguchi Megu, Aoumi Hinano (SKE48) & Kojina Yui (HKT48) tham gia |
| 2021                              | Ubaiai, Koukou Kyoushi (奪い愛、高校教師)                                                                | TV Asahi, ABEMA         | 27-30/12                             | Okada Nana tham gia |
| 2022                              | Ano Niwa No Tobira Wo Aketa Toki                                                                         |                         |                                      | Sakagawa Hiyuka tham gia |
| 2022                              | Mellow Love                                                                                              | SET TV (Đài Loan)       | 20/2-nay                             | Mã Gia Linh tham gia |
| 2022                              | AKB48 no uta                                                                                             | Hikari TV               | 10/5                                 | |
| 2022                              | Koi ni Mudaguchi                                                                                         | TV Asahi                | 17/4                                 | Oguri Yui tham gia |
| 2022                              | Watashi ga Kemono ni Natta Yoru ~ Suki ni Natchaikenai ~                                                 | ABEMA Premium           | 31/3                                 | Shinozaki Ayana xuất hiện trong tập 3 |
| 2022                              | Seven Days of a Daddy and a Daughter (Papa to Musume no Nanokakan)                                       | TBS                     | 26/7                                 | Oguri Yui tham gia |
| 2022                              | Hokuoh Kojirase Nikki                                                                                    | TV Tokyo                | 4/10                                 | Honda Hitomi tham gia |
| 2023                              | Pécopin And The Devil                                                                                    |                         |                                      | Shitao Miu tham gia |
| 2023                              | Saiko no Kyoshi: Ichinego                                                                                | NTV                     |                                      | Honda Hitomi tham gia |
| 2023                              | Girls Drive                                                                                              |                         | 10/11                                | Oguri Yui, Yamauchi Mizuki, Kuranoo Narumi, Yamazaki Sora tham gia |
| 2024                              | Hoshikuzu Terepasu                                                                                       | TV Tokyo                |                                      | |

## Phim tài liệu
| Năm  | Tên                                                                                                   | Ngày phát hành | Ghi chú |
| 2011 | DOCUMENTARY of AKB48 to be continued "10 Nengo, Shoujo Tachi wa Ima no Jibun ni Nani o Omou Nodarou?" | 14/9           | AKB48 tiếp tục phát triển và viết lại kỷ lục. Bộ phim tài liệu này đưa bạn đến hậu trường phía sau sự thành công của AKB48 cũng như theo chân các thành viên trẻ khi họ theo đuổi ước mơ của mình, trải qua quá trình trưởng thành và đau khổ. Phim theo dõi xuyên suốt các buổi concert của AKB48 và cũng tập trung vào cuộc sống hàng ngày của từng thành viên khi họ trải qua niềm vui, xung đột, sự trưởng thành và thực hiện giấc mơ. |
| 2012 | DOCUMENTARY of AKB48 Show must go on Shoujo-tachi wa Kizutsuki Nagara, Yume wo Miru                   | 27/1           | Phim kể về những khoảnh khắc của năm 2011: Team 4 ra đời, Maeda Atsuko giành chiến thắng trong cuộc bầu cử Senbatsu lần thứ 3 và Dự án từ thiện Dareka no Tame ni. |
| 2013 | DOCUMENTARY of AKB48 No flower without rain Shoujo Tachi wa Namida no Ato ni Nani wo Miru?            | 1/2            | Phim kể về những khoảnh khắc của năm 2012: lễ tốt nghiệp của Maeda Atsuko, Sashihara Rino sang HKT48, Oshima Yuko giành chiến thắng trong cuộc bầu cử Senbatsu lần thứ 4 và buổi concert tại Tokyo Dome. |
| 2014 | DOCUMENTARY of AKB48 The Time Has Come                                                                | 4/7            | Phim kể về những khoảnh khắc khác nhau của năm 2013 và 2014: lễ tốt nghiệp của Shinoda Mariko, Itano Tomomi và Oshima Yuko, AKB48 Group Daisokaku Matsuri, AKB48 Group Draft Kaigi 2013, Sashihara Rino giành chiến thắng trong cuộc bầu cử Senbatsu thứ 5, Watanabe Mayu giành chiến thắng trong cuộc bầu cử Senbatsu thứ 6 và buổi concert tại Sân vận động Olympic Quốc gia.                                                            |
| 2016 | DOCUMENTARY of AKB48 Sonzai suru Riyuu                                                                | 8/7            | Bộ phim tập trung vào lễ tốt nghiệp của Tổng quản Takahashi Minami và Yokoyama Yui kế nhiệm. Hơn nữa, 2 nhóm chị em HKT48 và NMB48 đang ngày càng nổi tiếng. Ngoài ra NGT48 cũng ra mắt và nhóm Nogizaka46 trở thành một đối thủ lớn. |
| 2018 | Legend of AKB48: New Chapter                                                                          | 24/12          | Các thành viên thế hệ hiện tại đang dốc hết sức mình xây dựng AKB48 đạt đến đỉnh cao như "thời kỳ hoàng kim". Qua đó ta sẽ thấy được sự nỗ lực cố gắng của các cô gái của chúng ta vì AKB48 thân yêu mà đã đổ ra rất nhiều mồ hôi nước mắt. Liệu những nỗ lực ấy có được đền đáp? |

## Chương trình truyền hình
| Năm       | Tên | Kênh           | Ghi chú |
| 2007–2009 | AKB48+10! | Sky PerfecTV!  | – |
| 2008      | AKB1:59! (AKB1じ59ふん! AKB1ji59fun!) | Nihon TV       | – |
| 2008      | AKB0:59! (AKB0じ59ふん! AKB0ji59fun!) | Nihon TV       | – |
| 2008      | AKB48 Nemousu Terebi (AKB48ネ申テレビ) | Family Gekijo  | Một chương trình tạp kỹ ban đầu được tạo ra để giới thiệu các nhóm nhạc thần tượng Nhật Bản AKB48 và SKE48. Chương trình được phát sóng trên đài cáp Family Gekijo, Nhật Bản kể từ ngày 13 tháng 7 năm 2008. Tên của chương trình, nemousu, được viết với các ký tự kana và kanji. Cả hai từ khi được đặt cùng nhau trở thành "神" mà trong tiếng lóng của Nhật Bản có nghĩa là sugoi (tuyệt vời). Trong mỗi tập phim, một số thành viên AKB48/SKE48 được thử thách hoàn thành các nhiệm vụ dường như "vượt quá giới hạn của họ". Chương trình này có thể được gọi là một chương trình tạp kỹ cũng như một bộ phim tài liệu vì nó cho thấy các thần tượng đang cố gắng hết sức để chinh phục thử thách. |
| 2008–2019 | AKBingo! | Nippon TV      | 560 tập (tập cuối: ngày 24 tháng 9 năm 2019) |
| 2008–nay  | AKB48 Nemousu TV (AKB48ネ申テレビ) | Family Gekijo  | hơn 33 mùa + đặc biệt |
| 2009–2012 | Shukan AKB (週刊AKB, Weekly AKB) | TV Tokyo       | – |
| 2009–2010 | AKB1/48 | Sky PerfecTV!  | – |
| 2010–2016 | Ariyoshi AKB Kyōwakoku (有吉AKB共和国, Ariyoshi AKB Republic)                                                                                                   | TBS            | với Hiroiki Ariyoshi |
| 2010–2011 | AKB-Kyu Gourmet Stadium (AKB-級グルメスタジアム, AKB-Class Gourmet Stadium)                                                                                     | Sukachan       | 2 mùa |
| 2010      | AKB600sec. | Nihon TV       | – |
| 2010–2016 | AKB to chome chome! (AKBと××!, AKB and xx!) | Yomiuri TV     | hàng tháng + đặc biệt |
| 2011      | Akemashite AKB! (あけましてAKB!) | Nihon TV       | – |
| 2011      | Another AKB48 Documentary – "Future in 1 millimeters ahead" (Mou hitotsu no AKB48 – "1 Miri Saki no Mirai", もうひとつのAKB48ドキュメンタリー「1ミリ先の未来」) | NHK General TV | – |
| 2011-2012 | 『ひかりTV presents AKB48コント「びみょ〜」』 (Hikari TV presents AKB48 Konto "Bimyo~")                                                                         | Hikari TV      | – |
| 2012      | AKB MOTOR CLUB |                | Từ 28/4-30/9, Chương trình về xe máy/xe hơi |
| 2013      | Saturday Night Child Machine |                | Từ 13/4-29/6, Team B tham gia |
| 2013–2019 | AKB48 SHOW! | NHK BS Premium | Chương trình kết thúc vào ngày 24/3/2019 sau 216 tập. |
| 2013–2017 | AKB観光大使 (AKB48 Kankō Taishi) | FujiTV ONE     | – |
| 2018      | Produce 48 | Mnet           | Iz*One ra đời, trong đó Honda Hitomi của AKB48 cùng Yabuki Nako với Miyawaki Sakura của HKT48 là 3 thành viên từ Nhật Bản của nhóm, cả 3 hoạt động cho Iz*One đến tháng 4/2021 |
| 2021      | Nogizaka ni, Kosaremashita. ~Iroiro atte, Teretou kara Dai-gyakusyu!~ (乃木坂に、越されました～色々あって、テレ東から大逆襲！～)                                | TV Tokyo       | Hợp tác với nhóm Nogizaka46, sẽ tạm dừng phát sóng |
| 2021      | AKBingo Neo | Nippon TV      | Vào tháng 1/ 2021, có thông báo một dự án hồi sinh cho AKBINGO! chương trình tạp kỹ huyền thoại của AKB, dự kiến mang tên AKBingo Neo, sẽ được khởi động. Với sự tài trợ của trò chơi bài ứng dụng di động AKB48 no Dobbon! Hitorijime! (AKB48のどっぼーん！ひとりじめ！). Mỗi lần sẽ có 12 thành viên tham gia. Danh sách tham gia sẽ được chọn từ một sự kiện của AKB48 no Dobbon! Hitorijime! Trong đó người hâm mộ bình chọn cho các thành viên họ yêu quý và 12 người đứng đầu sẽ giành được quyền tham dự AKBingo Neo. |
| 2021      | AKB48! Mousou Manga-bu | TV Tokyo       | Các thành viên AKB48 sẽ tạo nên manga từ chủ đề "Nếu các thành viên không phải là Idol, họ muốn trải nghiệm sự lãng mạn thế này". |
| 2022      | AKB48, Saikin kita? ~ Issho ni nanka yatte mimasenka? ~ | TV Tokyo       | Sau đó đổi tên thành AKB48, Saikin Kiitakamo?, phát sóng từ 12/7 |
| 2022      | AKB48 Goodbye Mr. Mouri | Nippon TV      | Phát sóng từ 7/4, dừng từ tháng 4/2023 |
| 2023      | OUT OF 48 | Nippon TV      | 7 thành viên Kubo Hinano, Sakagawa Hiyuka, Kuranoo Narumi, Arai Sae, Yamaguchi Yui, Sato Suzuka, Nakamura Yuka ra mắt trong nhóm UNLAME |
| 2023      | AKB48 Chosatai | TOKYO MX       | |
| 2024      | AKB48 Kenkyuusei no WOW!!! ~ THE WALK OF THE WORLD ~ | TV Kanagawa    | |

## Anime
- AKB0048: Là bộ anime truyền hình của Nhật Bản lấy cảm hứng từ nhóm, phát sóng 2 mùa từ 2012-2013

## Video âm nhạc đã xuất hiện
| Năm  | Ngày phát hành | Tên                         | Nghệ sĩ            | Thành viên                                                                                                  |
| 2014 | 10/9           | Tokyo Victory (東京VICTORY) | Southern All Stars | Kojima Haruna, Sashihara Rino, Shimazaki Haruka, Watanabe Mayu, Takahashi Minami, Kashiwagi Yuki            |
| 2014 | 17/12          | HAVE A NICE DAY             | World Order        | Watanabe Mayu, Kashiwagi Yuki, Takahashi Minami, Matsui Jurina, Shimazaki Haruka, Yokoyama Yui, Kawaei Rina |